# تخریب بناهای تاریخی توسط ظل‌السلطان

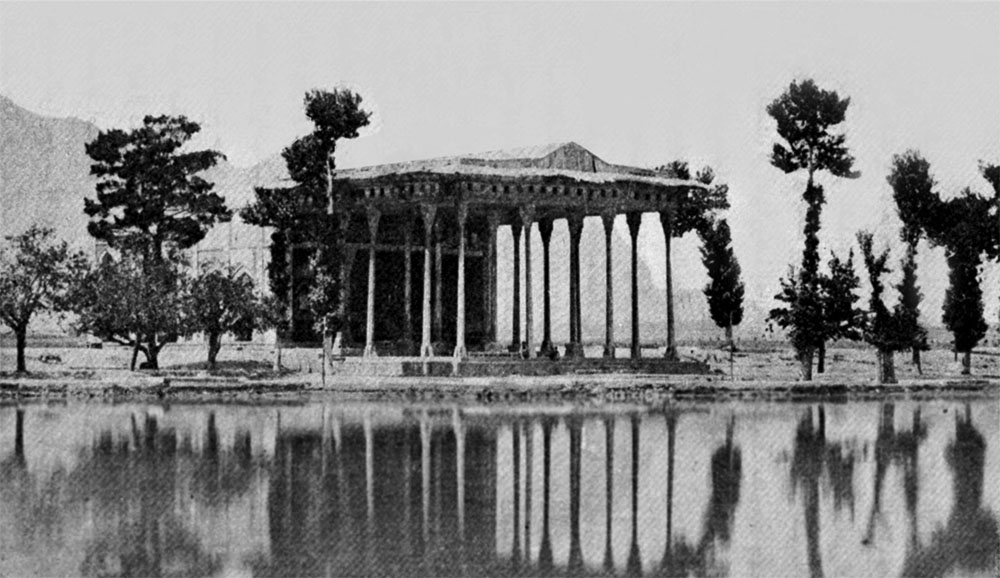
کاخ آیینه خانه بر کرانه زاینده رود؛ از بناهایی که به دست ظل‌السلطان نابود شد، عکس از ارنست هولتسر

در شرح حال ظل‌السلطان آمده است که وی در اواخر مدت حکومت خود در اصفهان (نیمه اول دهه ۱۲۸۰ شمسی که همزمان با سلطنت مظفرالدین شاه بود)، برخی از عمارت‌های باقی‌مانده از دورهٔ صفوی را نابود کرد و عمارت‌های دیگری را به مرز نابودی کشاند.
از این بناها جز نگاره‌ها یا نقاشی‌هایی که به دست هنرمندان اروپایی همچون اوژن فلاندن، پاسکال کوست و ارنست هولتسر، پدید آمده، اثری بر جای نمانده است.

## تاریخچه

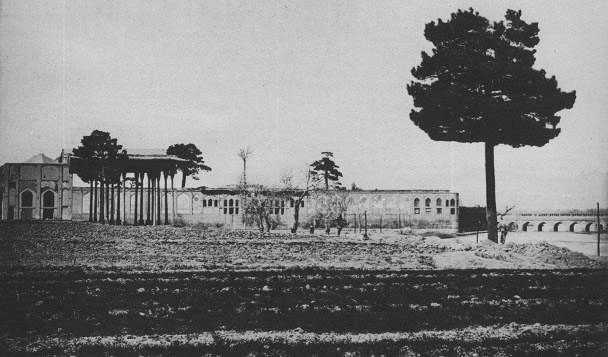
کاخ هفت‌دست و کوشک (پاویلون) آیینه‌خانه؛ عکس از ارنست هولتسر، دوره قاجار

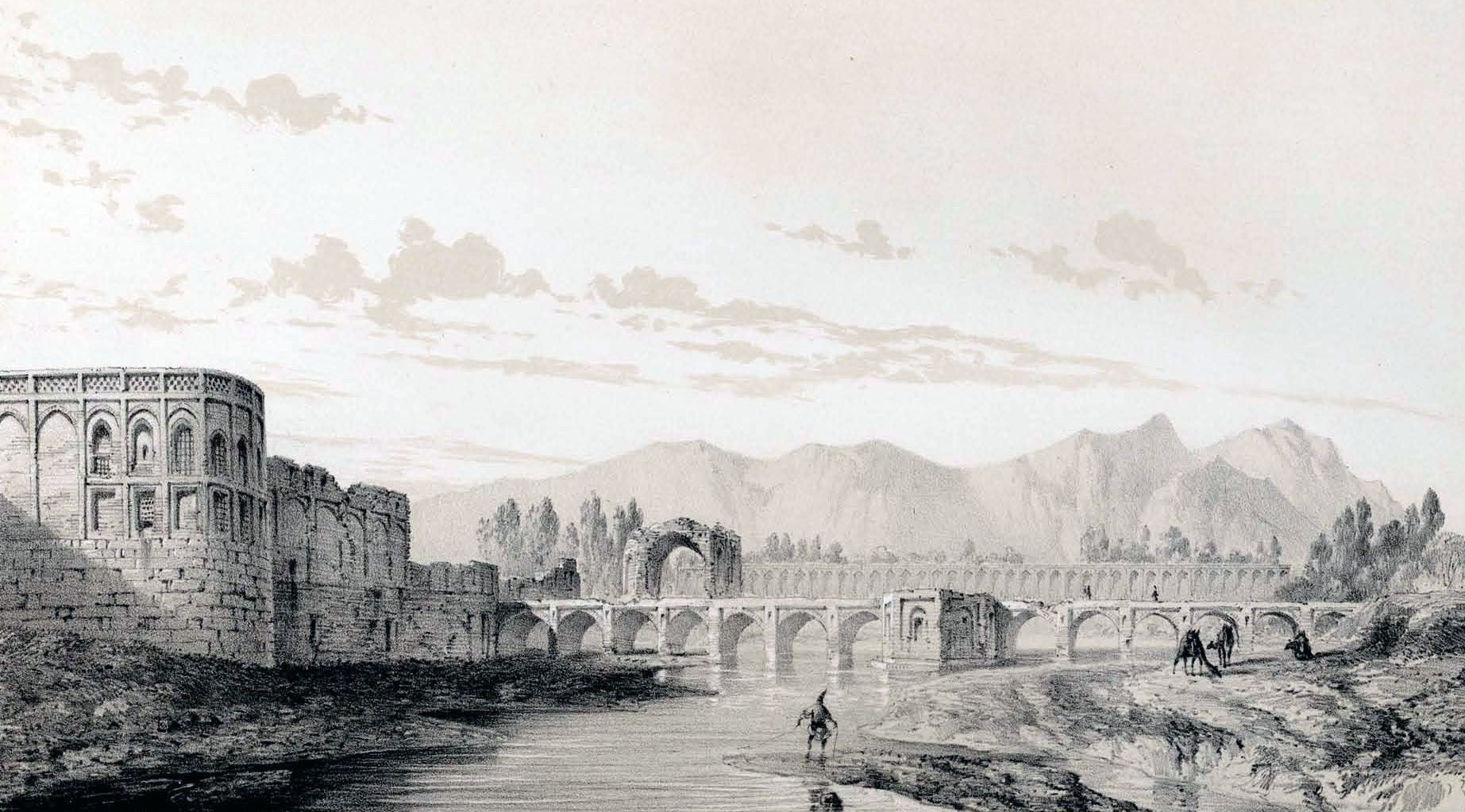
تصویر پل جوبی و کاخ هفت‌دست پیش از تخریب

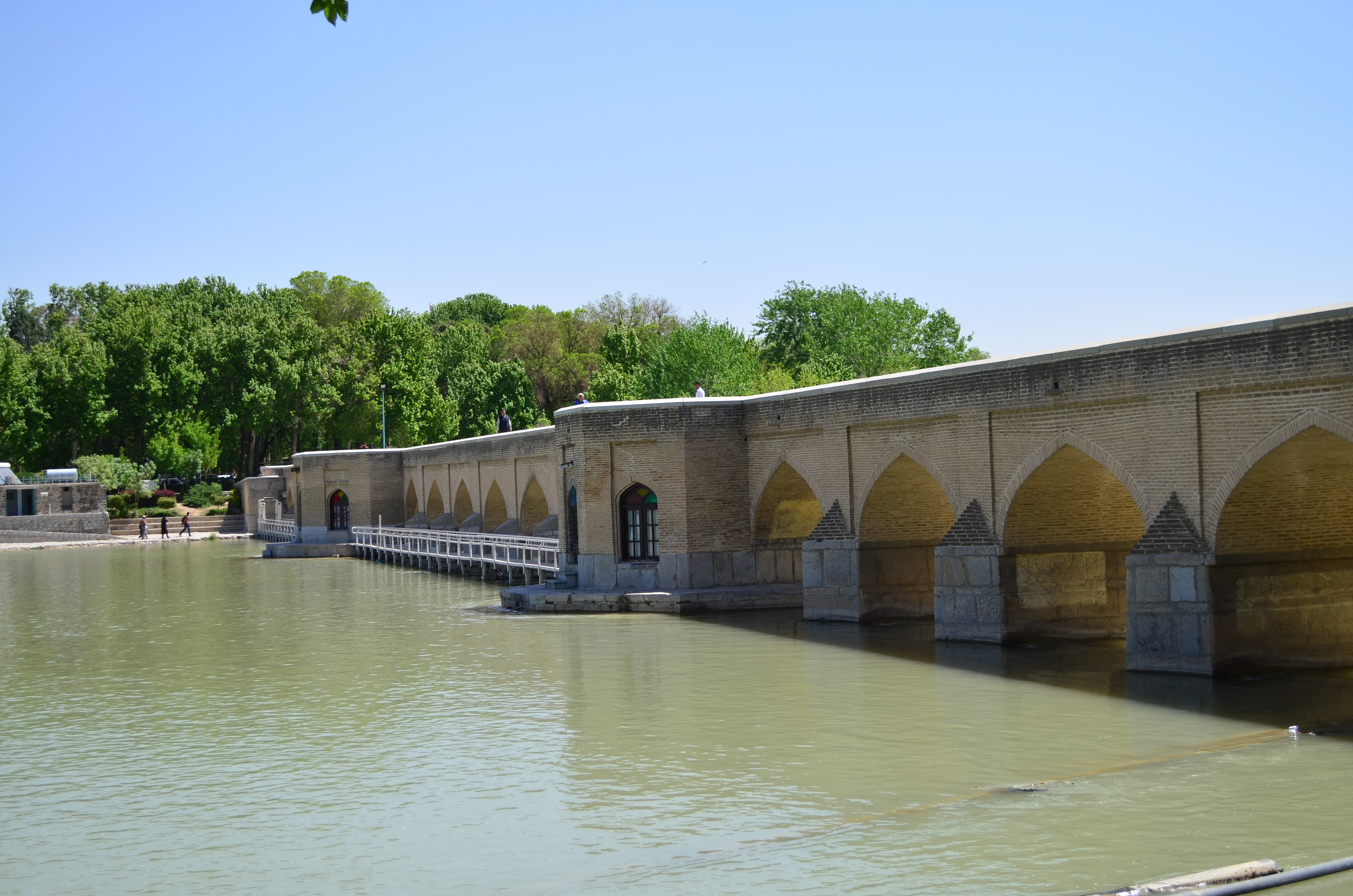
پل جوبی امروز بازسازی شده اما اثری از کاخ هفت دست و آیینه خانه نیست

فرمانروایی سی و چهار ساله مسعودمیرزا ظل‌السلطان فرزند ناصرالدین‌شاه قاجار بر اصفهان، با ویرانی بیش از ۵۰ اثر و بنای تاریخی و باغ ایرانی در پایتخت دولت صفوی همراه بود. شهر اصفهان که در روزگار اوج شکوه خود دارای ۱۳۷ کاخ، ۱۶۲ مسجد، ۴۸ مدرسه، ۲۷۳ حمام و ۱۲ گورستان بود، در دوره ظل‌السلطان بیشتر شکوه و زیبایی خود را از کف داد. یکی از جهانگردان اروپایی در آن زمان نوشته است:
«متأسفانه ظل‌السلطان از خیابان خوش‌منظره و فرح‌آور چهارباغ مانند سایر آثار باستانی چیزی باقی نگذاشته، جدول‌های سنگی را پرکرده و حواشی آنها را فروخته و نقاشی‌های تاق‌ها و دیوارها را هم محو کرده است. جای قصرها و عمارت‌های خالی صفوی را هم با ایجاد مزارع گرمک و خیار اشغال کرده است.»
لرد کرزن هم که در سال‌های پایانی فرمانروایی قاجاریان به ایران آمده بود دربارهٔ این ویرانی‌ها چنین می‌نویسد:
«مسجد و عمارت سلطنتی اصفهان را از بیخ و بن کندند. آن عمارت هفت‌دست و آیینه‌خانه و نمکدان با نقشه‌های عجیب و آیینه‌های بزرگ شفاف و حوض‌های یکپارچه که از سنگ‌های مرمر صاف شفاف تراشیده شده و سلاطین با مخارج گزاف بنا نهاده‌اند، تمام خراب و به جای آنها جز تپه‌خاکی غم‌انگیز و ملالت‌خیز باقی نمانده است.»
مهدی بامداد در شرح حالی که از ظل‌السلطان در کتاب شرح حال رجال ایران نوشته، اشاره کرده است که از کارهای بسیار زشت ظل‌السلطان، قطع اشجار خیابان‌ها و تخریب شمار زیادی از ساختمان‌های زیبای صفوی در اصفهان بود. گرچه بنا به گفتهٔ بسیاری از صاحب‌نظران و مورخان (از جمله خود بامداد) علت اصلی این اقدام جنون‌آمیز، محو شکوه و عظمت عصر صفوی از دیدگان عموم توسط قاجارها بوده است (که پیوسته در تاریخ ایران تکرار شده است)، اما از قرار معلوم ظل‌السلطان، دلیل دیگری هم برای این اقدام ناشایست خویش داشته و آن این بوده که عمارات صفویه و زیبایی خیره‌کنندهٔ شهر اصفهان، توجه ناصرالدین شاه را به خود جلب ننماید.
در این ارتباط حتی چندین نفر از بازرگانان اصفهان حاضر شدند مبالغ هنگفتی به ظل‌السلطان بدهند تا وی را از این کار بازدارند و در مورد چهل‌ستون موفق شدند، اما با این وجود وی از تصمیم خود در بسیاری موارد منصرف نگردید و در نتیجه باغ‌ها و عماراتی که فهرست برخی از آن‌ها در ذیل آورده شده، به دست ظل‌السلطان و برخی امرای او، تخریب و ویران گردیدند.

## منشأ تخریب

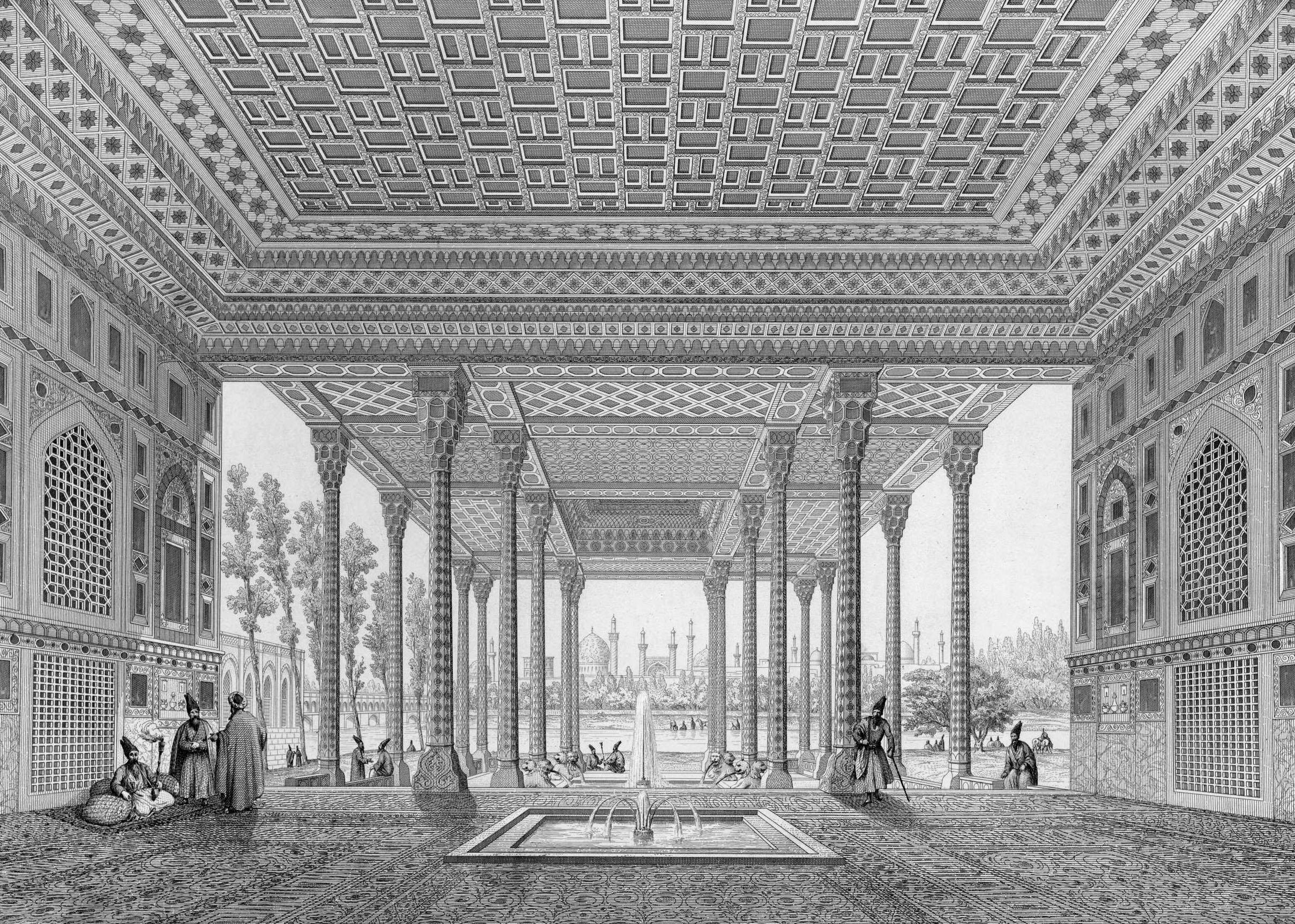
تصویر آیینه‌خانه پیش از تخریب

مهدی بامداد در تحلیل این عمل زشت و وحشیانهٔ ظل‌السلطان نوشته است:
قرن‌ها در ایران و در ممالک عقب‌افتاده رسم و معمول چنین بوده است که هر سلسله‌ای روی کار می‌آمد و زمامدار می‌شد، آثار سلف خود - یعنی آثار برجای‌مانده از سلسله‌های قبل از خود - را، به کلی از بین می‌برد و این عمل فقط ناشی از عدم رشد ملت و جهالت و خودخواهی سلسلهٔ بعدی بود. در سفرنامه حاج سیاح مطلبی بدین مضون آمده است که حاج سیاح علت تخریب بناها را از ظل السلطان می‌پرسد و وی نامه ناصرالدین شاه را نشان می‌دهد که با تأکید خواستار تخریب تمامی اماکن باقی مانده از دوران صفویان است. سفرنامه حاج سیاح - به تصحیح علی دهباشی
البته عوامل دیگری را نیز به‌عنوان انگیزه این تخریب‌ها برشمرده‌اند از جمله اینکه حکومت اصفهان به دلیل زیبایی آن طرفداران زیادی در میان شاهزادگان داشته و ظل‌السلطان خواسته به این روش رقبای خود را دلسرد کند. همچنین کسب استفاده مالی از فروش زمین‌های این ابنیه و نیز تصاحب تزئینات آنها جهت استفاده شخصی در منازل صاحب منصبان انگیزه‌های دیگری است.

## فیلم مستند
در فیلم مستند بوی فروردین که به بناهای تخریب‌شدهٔ صفوی اصفهان در دوران قاجار می‌پردازد، به بناهای باغ سعادت‌آباد اصفهان به‌خصوص کاخ آیینه‌خانه نیز پرداخته شده و به صورت بازسازی کامل سه‌بعدی نمایش داده شده است. در فایل صوتی پیوست آواز زمان تخریب کاخ آیینه‌خانه آمده است.

## فهرست بناهای تخریب‌شده

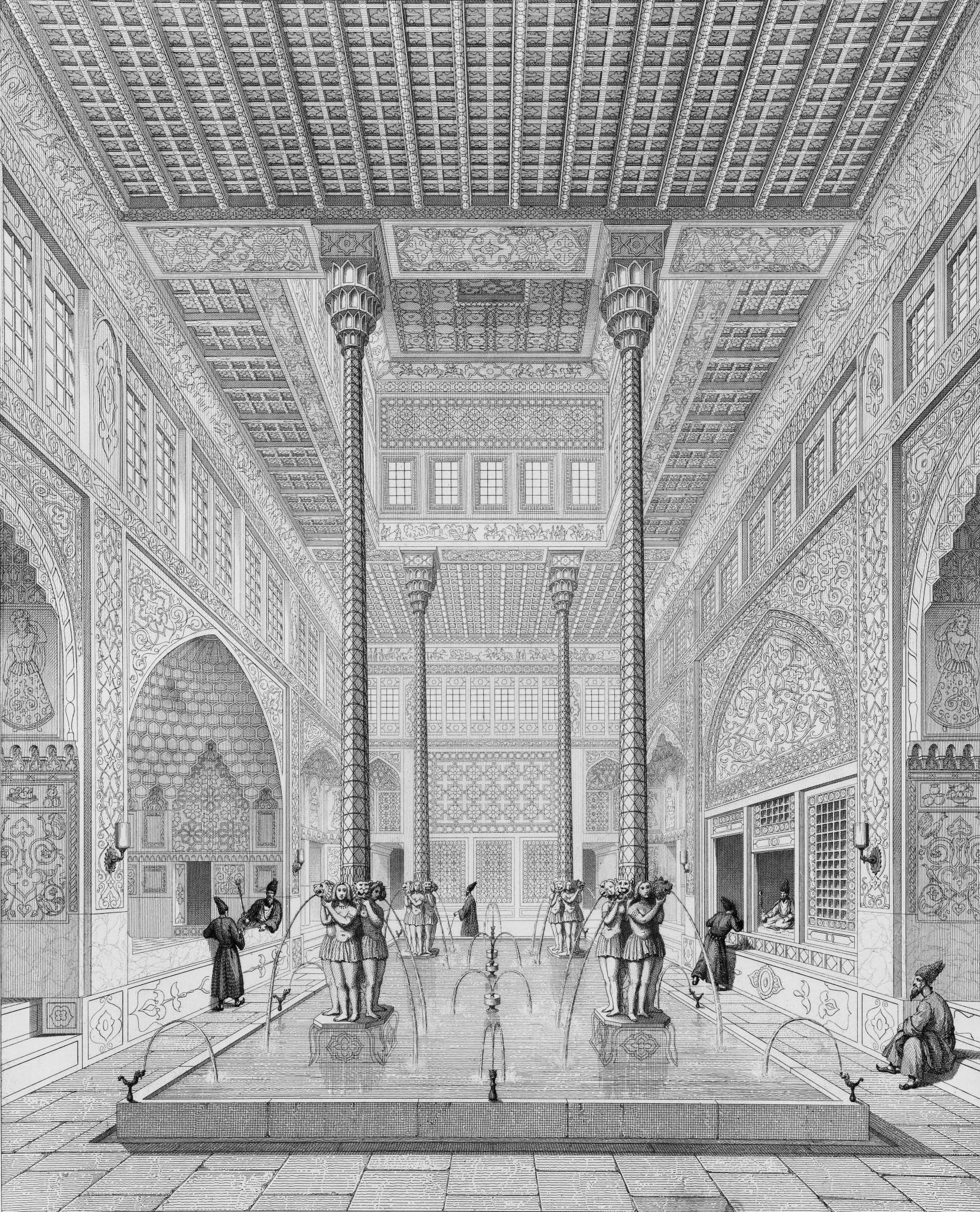
تالار سرپوشیده کاخ چهارباغ اثر پاسکال کوست

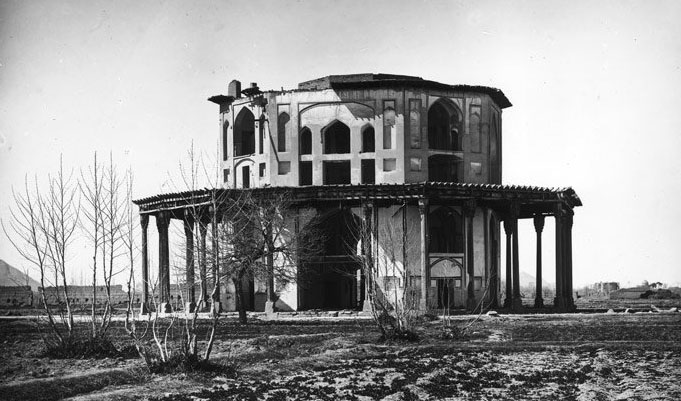
عمارت نمکدان

فهرست ابنیهٔ تخریب‌شده توسط ظل‌السلطان به شرح ذیل است:
کاخ‌ها و عمارت‌های تخریب شده
1. کاخ هفت‌دست و کوشک آیینه‌خانه
2. عمارت نمکدان
3. عمارت و سردر باغ هزارجریب
4. عمارت گلدسته
5. عمارت جهان‌نما
6. عمارت صدری و باغ نارنجستان[۳]
7. کاخ فرح‌آباد (پیش از او نیمه ویران شده بود)

عمارت‌های مواجه شده با تغییرات کلی
1. کاخ چهارباغ
2. عمارت خورشید
3. تالار اشرف

باغ‌ها
1. بهشت برین
2. بهشت‌آیین
3. انگورستان
4. بادامستان
5. باغ تخت
6. باغ آلوبالو (آلبالو)
7. باغ طاووس
8. باغ فتح‌آباد
9. باغ زرشک
10. باغ چرخاب
11. باغ محمود
12. باغ صفی میرزا
13. باغ قوشخانه (تغییرات کلی)
14. باغ نظر
15. باغ هزارجریب

گورستان
1. بقعه‌ها، بناها و تکیه‌های دوره صفوی در تخت فولاد[۴]

لازم به توضیح است که ظل‌السلطان علاوه بر فهرست فوق، اقدام به تخریب و نابودی حدود چهل باغ و عمارت دیگر، از باغ‌ها و عمارت‌های عصر صفوی در اصفهان نمود، که گرچه شهرت و اهمیت موارد مندرج در فهرست فوق را نداشتند، امّا هریک در جای خود از شاهکارهای معماری عصر صفوی محسوب می‌شدند. ظل‌السلطان همچنین آینه‌کاری‌های روی ستون‌های عالی‌قاپو و چهل‌ستون را از میان برد و علاوه بر این دستور داد روی نقاشی‌های نفیس داخل چهل‌ستون را با گچ بپوشانند و نقاشان قاجاری بر روی آن‌ها نقاشی‌های کم‌ارزش خود را بنگارند. توصیف برخی از این عمارت‌های تخریب‌شده به‌دستور ظل‌السلطان، در برخی سفرنامه‌ها و به‌خصوص سفرنامه‌های مربوط به شرق‌شناسان و اروپاییانی که از اصفهان در عصر صفوی بازدید کرده‌اند، ذکر شده است.
لازم به یادآوری است که به نوشتهٔ «سفرنامهٔ شاردَن»، عمارت و باغ نقش جهان که در پشت مسجد شیخ لطف‌الله قرار داشت، در دورهٔ شاه عباس دوم برای ساخت «میدان نو» ویران شد و ویرانی آن در پیوند با ویرانگری‌های ظل‌السلطان نیست.

## نگارخانه

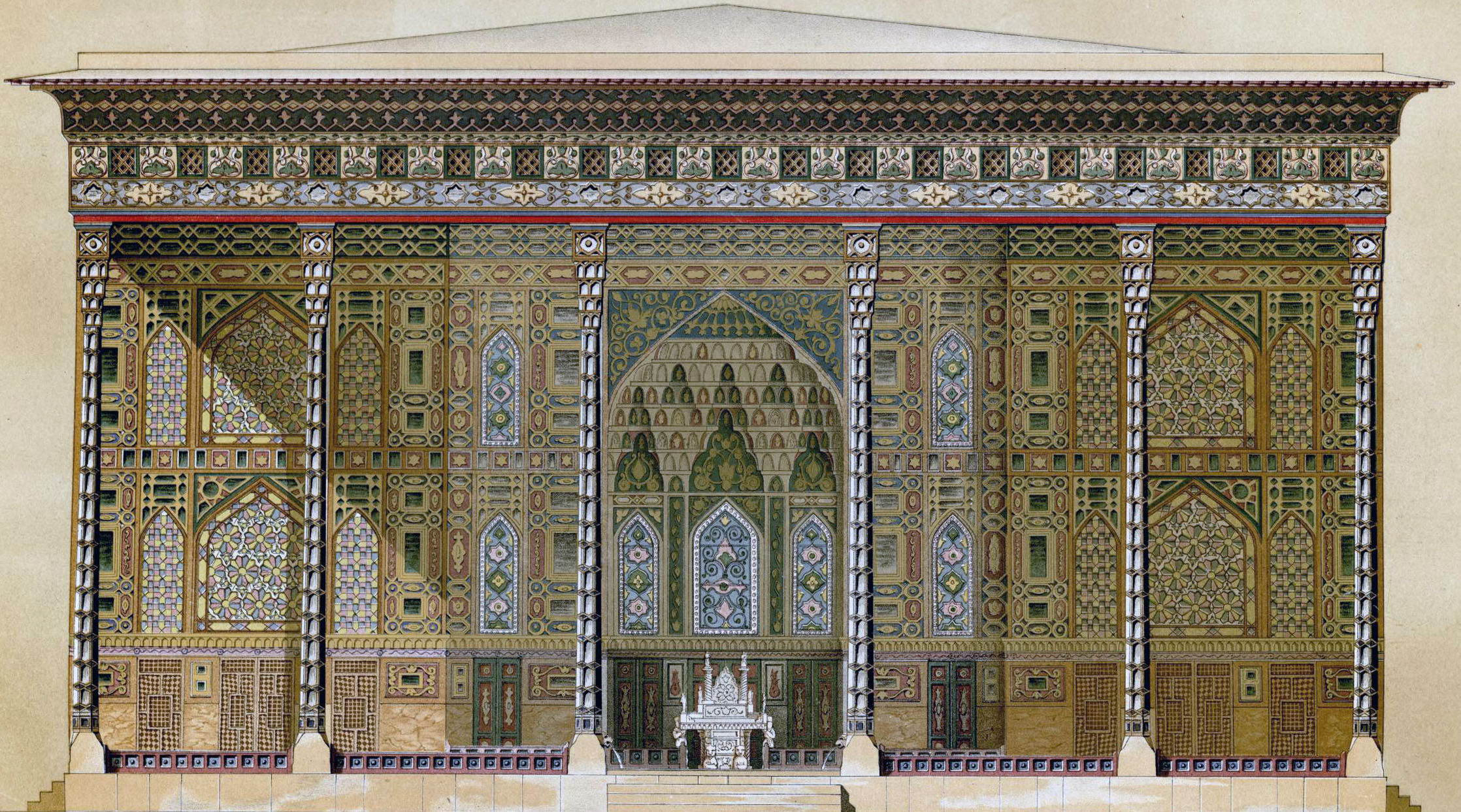
آینه کاری‌ها و نقاشی‌های کاخ چهل ستون که امروز فقط نقاشی‌های سقف باقی مانده است.
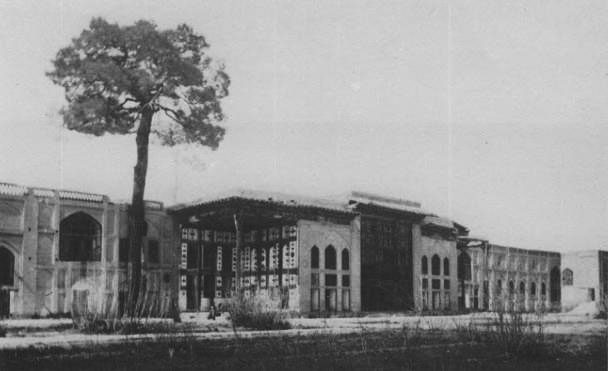
نمایی از کاخ هفت‌دست پیش از تخریب
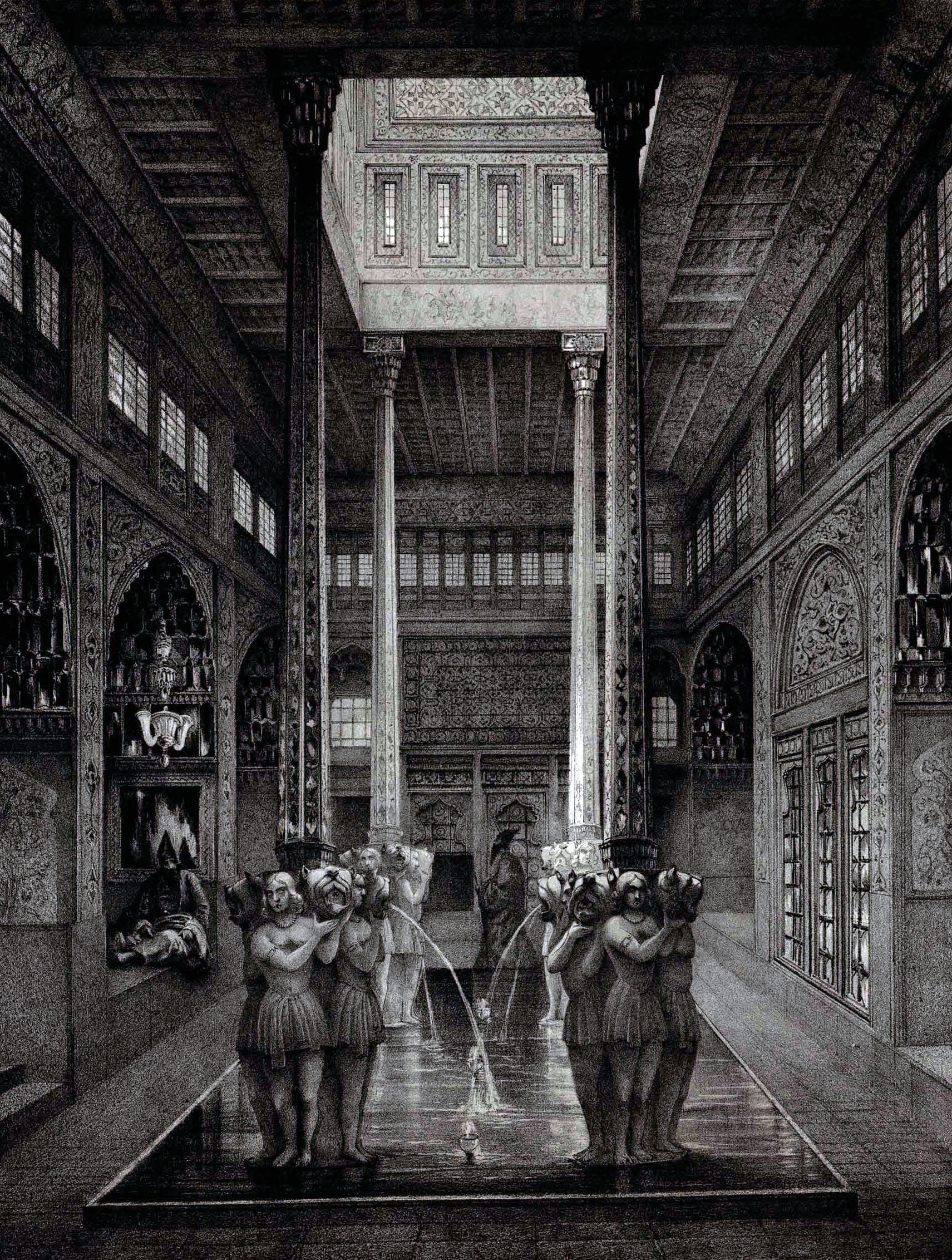
تالار سرپوشیده کاخ چهارباغ اثر اوژن فلاندن
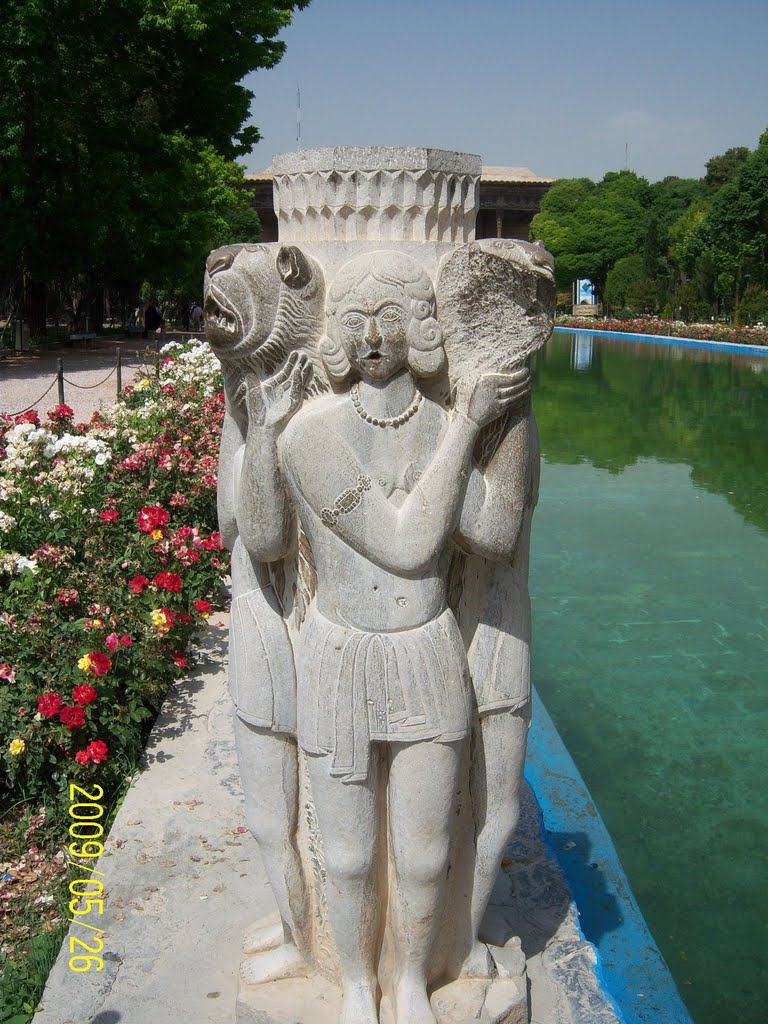
ته ستون‌های تالار کاخ چهارباغ هم اکنون در کاخ چهلستون
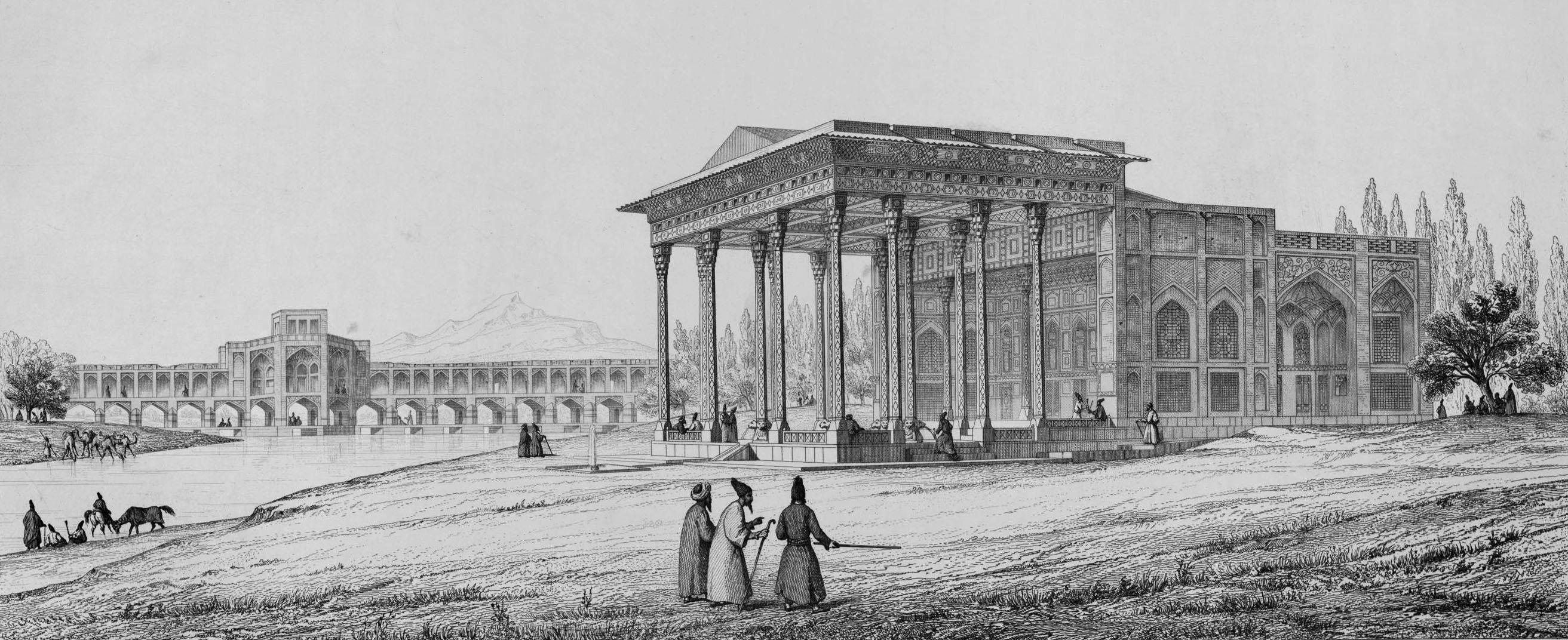
تصویر آیینه‌خانه پیش از تخریب
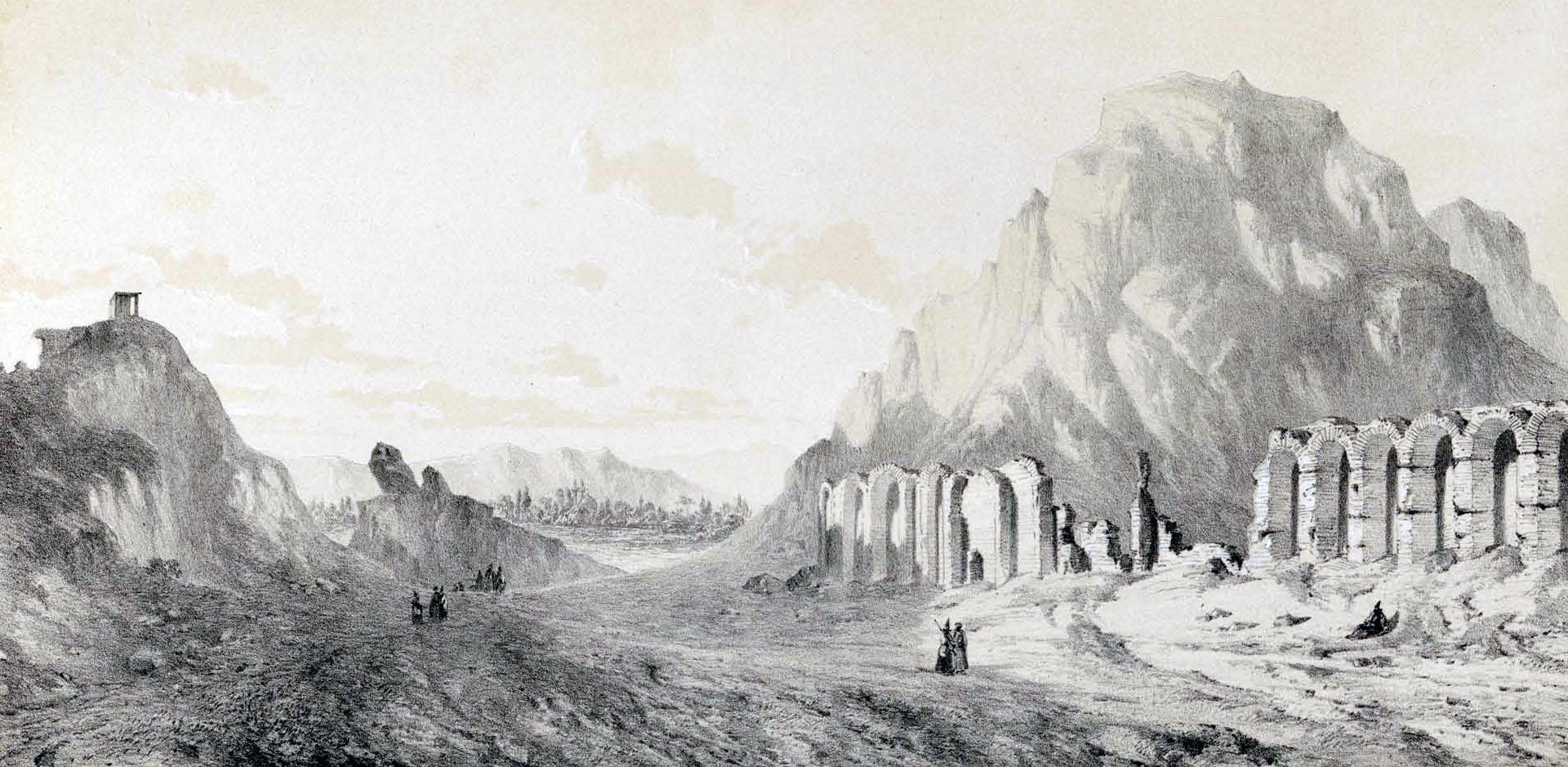
ویرانه‌های کاخ فرح‌آباد در باغ هزارجریب اثر اوژن فلاندن